# Nossa Senhora de Vandoma

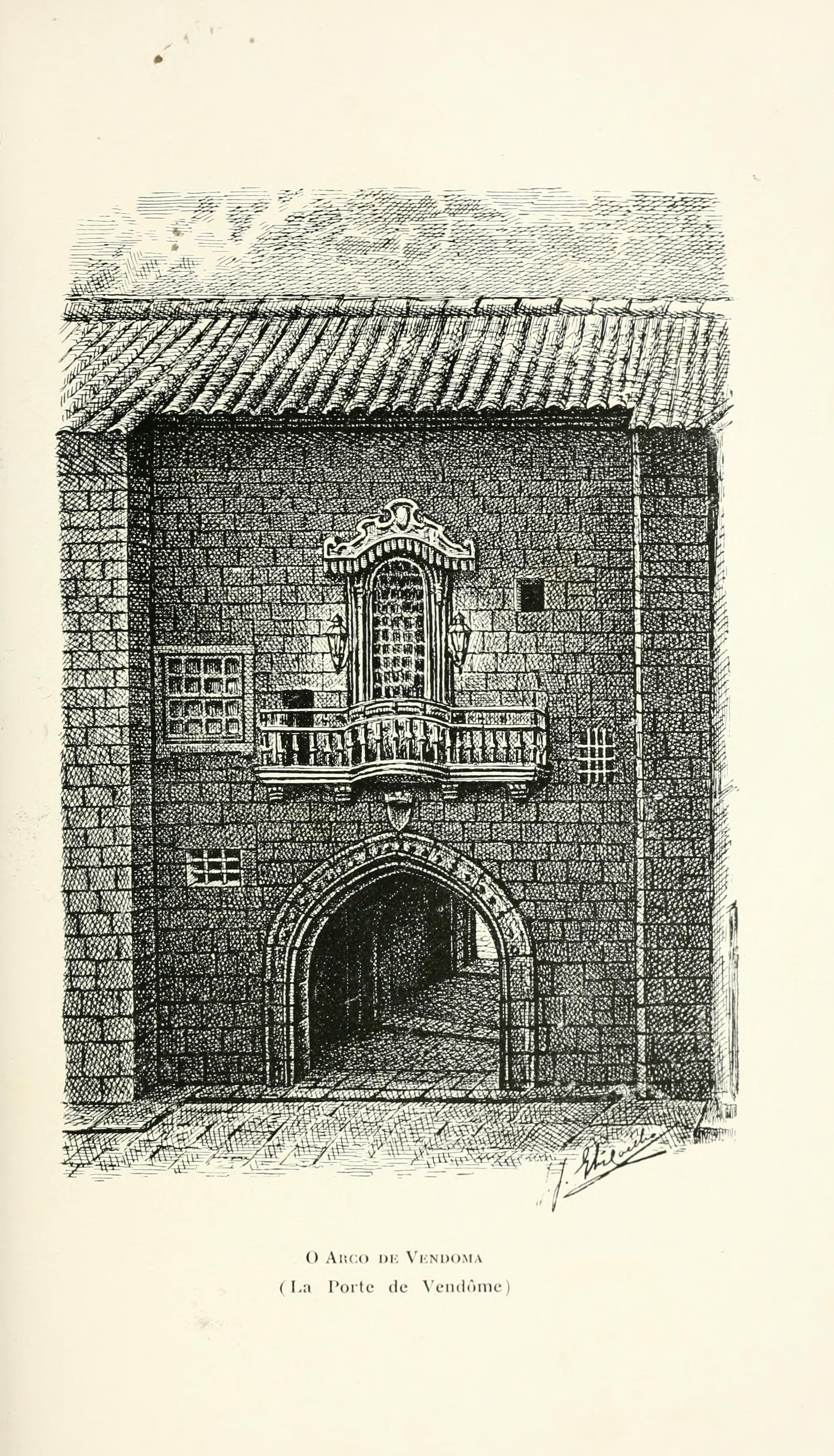
A Porta de Vendoma, erguida D. Nonego em desenho de *José Júlio Gonçalves Coelho.

Nossa Senhora da Vandoma, Nossa Senhora do Porto ou Nossa Senhora do Porto da Eterna Salvação são invocações sinónimas à Virgem Maria na Igreja Católica.
A devoção tem sua origem em um episódio conhecido como Armada dos Gascões, ocorrido em Portugal no período da Reconquista Cristã da Península Ibérica. Terá surgido por volta do ano 990, na altura em que o nobre português dom Munio Viegas liderou uma armada de cavaleiros originários da Gasconha que, ao desembarcarem na foz do rio Douro, combateram os mouros que dominavam a região do Porto. Junto com os gascões, estava Dom Nónego, bispo da localidade francesa de Vendôme e que depois o foi do Porto, que, segundo se crê, trouxera consigo uma cópia da imagem de Nossa Senhora que havia na Catedral de Vandoma (Vendôme).
Segundo a tradição, dom Munio e os franceses, após a vitória sobre os mouros e a retomada a cidade, reergueram as muralhas da cidade. Estas tinham, como uma das saídas principais, a chamada Porta de Vandoma, onde teria sido colocada a referida imagem de Nossa Senhora de Vandoma, atualmente exposta na Sé do Porto.
A cidade consagrou Nossa Senhora de Vandoma como sua padroeira, devoção que, até hoje, ilustra o brasão de armas do Porto.
A imagem foi venerada pela população, que a levou a percorrer as suas ruas em procissão, principalmente durante os períodos de epidemias que assolaram o Porto e regiões vizinhas.
A devoção chegou ao Brasil pelos portugueses como Nossa Senhora do Porto, a qual igualmente tornou-se orago de algumas cidades como Andrelândia e Senhora do Porto, em Minas Gerais, e Morretes, no Paraná.